# Eleccions generals quebequeses de 2007
Les eleccions generals quebequeses de 2007 es van celebrar el dilluns 26 de març i van permetre la renovació dels 125 diputats que formen l'Assemblea Nacional del Quebec, única cambra legislativa de la província canadenca del Quebec. Es tracta de les trenta-vuitenes eleccions quebequeses des de la formació de la Confederació Canadenca el 1867.
Els 125 diputats quebequesos són escollits en circumscripcions electorals uninominals mitjançant el sistema d'escrutini uninominal majoritari a una única volta.

## Resultats
Aquestes eleccions van tornar a donar la victòria al Partit Liberal del Quebec, que encapçalat pel primer ministre sortint Jean Charest va obtenir 48 dels 125 escons. Aquest resultat suposà una forta davallada respecte dels comicis anteriors, quan els liberals quebequesos van obtenir una àmplia majoria absoluta, amb 76 escons. Aquests resultats van dur a la formació del primer govern en minoria al Quebec des de 1878, amb el líders dels liberals Jean Charest, primer ministre des de l'abril del 2003, al capdavant.
El segon partit més votat va ser la conservadora i autonomista Acció Democràtica del Quebec, que va passar de tenir només 4 escons en les eleccions precedents, celebrades l'any 2003, a tenir-ne 41. Aquests són els millors resultats mai obtinguts pels conservadors en unes eleccions generals des de la fundació del partit l'any 1994.
Finalment, el darrer partit amb representació parlamentària va ser l'independentista Partit Quebequès (PQ), que va passar de ser la segona força política al parlament quebequès, amb 45 diputats l'any 2003, a ser la tercera amb només 36. Pel que fa a percentatge de vot, el 28,35% obtingut en aquests comicis és el pitjor resultat obtingut pel PQ des que va concórrer per primera vegada a les urnes, l'any 1970, quan va aconseguir només el 23% dels sufragis.
Quant als partits extraparlamentaris, destaquen pels seus resultats el Partit Verd del Quebec, amb candidats a 108 de les 125 circumscripcions, i Quebec Solidari, amb candidats a 123. Aquests partits van ser el quart i cinquè més votats, amb el 3,85% i 3,64% dels vots respectivament. La resta de partits que presentaven candidats (el Partit Marxista-leninista del Quebec, el Bloc Pot i el Partit Democràcia Cristiana del Quebec) no va arribar al 0,1% dels sufragis.
Per territoris, el Partit Quebequès va ser la força més votada en les regions situades més al nord i a l'oest, que són també les més rurals: Abitibi-Témiscamingue, Côte-Nord, Nord-du-Québec i Saguenay–Lac-Saint-Jean. En canvi, el Partit Liberal va aconseguir els seus millors resultats en les àrees urbanes, com les regions de Laval i Outaouais, així com l'oest de l'illa de Mont-real, zona aquesta última coneguda també com a West Island, per la nombrosa comunitat anglòfona que hi resideix. Pel que fa als conservadors d'Acció Democràtica del Quebec, tots els seus escons els van obtenir en les circumscripcions situades al sud-est del Quebec, tot al llarg de la riba del riu Sant Llorenç (regions de Capitale-Nationale, Chaudière-Appalaches, Centre-du-Québec, Estrie, Lanaudière, Laurentides, Mauricie i Montérégie).